# Fagnano-See
Der Fagnano-See (spanisch Lago Fagnano oder aus der Sprache der Selk’nam Lago Kami bzw. Lago Khami) ist ein Süßwassersee, den die Grenze zwischen Argentinien und Chile von Norden nach Süden durchschneidet.
Lago Fagnano liegt auf der Isla Grande de Tierra del Fuego, der Hauptinsel des Feuerlandarchipels. Der 600 km² große See erstreckt sich in ost-westlicher Richtung über 104 km, davon gehören 90,5 km bzw. 580 km² zu Argentiniens Provinz Tierra del Fuego und 13,5 km bzw. 20 km² zur chilenischen Region Región de Magallanes y de la Antártica Chilena. Der See erreicht eine Tiefe von 204 m.
Im Westen wird das abfließende Wasser zum Río Azopardo, der in den Fjord Almirantazgo mündet. Am östlichen Ende des Sees liegt die Stadt Tolhuin.
Benannt ist er nach dem Salesianer Giuseppe Fagnano (1844–1916), den der Heilige Stuhl 1883 zum Apostolischen Präfekten des südlichen Patagoniens, Feuerlands und der Malwinen ernannte.